# Гризли Флатс (Калифорнија)
Гризли Флатс (енгл. Grizzly Flats) насељено је место без административног статуса у америчкој савезној држави Калифорнија.

## Демографија
По попису из 2010. године број становника је 1.066.
| Група             | 2000.    | 2010.       |
| Белци             | 0 (0,0%) | 891 (83,6%) |
| Афроамериканци    | 0 (0,0%) | 6 (0,6%)    |
| Азијати           | 0 (0,0%) | 7 (0,7%)    |
| Хиспаноамериканци | 0 (0,0%) | 96 (9,0%)   |
| Укупно            | 0        | 1.066       |